# مسجد خواجه (مسجد جامع قدیم)
مسجد خواجه (مسجد جامع قدیم) مربوط به دوره قاجار است و در شهرستان گناباد، ابتدای خیابان سعدی واقع شده و این اثر در تاریخ ۸ مرداد ۱۳۸۱ با شمارهٔ ثبت ۵۹۵۴ به‌عنوان یکی از آثار ملی ایران به ثبت رسیده است.